# ISU Junior Grand Prix w łyżwiarstwie figurowym 2010/2011
ISU Junior Grand Prix w łyżwiarstwie figurowym 2010/2011 – 14. edycja zawodów w łyżwiarstwie figurowym w kategorii juniorów. Zawodnicy podczas tego sezonu wystąpili w ośmiu zawodach tego cyklu rozgrywek. Rywalizacja rozpoczęła się w Courchevel 25 sierpnia, a zakończyła się finałem JGP w Pekinie, który odbył się w dniach 9–12 grudnia 2010 roku.

## Kalendarium zawodów
| Lp. | Data                              | Miejsce    | Zawody                  | Źr. |
| --- | --------------------------------- | ---------- | ----------------------- | --- |
| 1   | 25–28 sierpnia 2010               | Courchevel | JGP we Francji          |     |
| 2   | 8–12 września 2010                | Braszów    | JGP w Rumunii           |     |
| 3   | 15–19 września 2010               | Graz       | JGP w Austrii           |     |
| 4   | 22–26 września 2010               | Karuizawa  | JGP w Japonii           |     |
| 5   | 29 września – 3 października 2010 | Sheffield  | JGP w Wielkiej Brytanii |     |
| 6   | 6–10 października 2010            | Drezno     | JGP w Niemczech         |     |
| 7   | 13–17 października 2010           | Ostrawa    | JGP w Czechach          |     |
| 8   | 8–12 grudnia 2010                 | Pekin      | Finał Junior Grand Prix |     |

## Medaliści

### Soliści
| Zawody          | 1. miejsce       | 2. miejsce          | 3. miejsce         | Źr. |
| --------------- | ---------------- | ------------------- | ------------------ | --- |
| Francja         | Andrei Rogozine  | Jason Brown         | Max Aaron          |     |
| Rumunia         | Keegan Messing   | Joshua Farris       | Keiji Tanaka       |     |
| Austria         | Yan Han          | Artiom Grigorjew    | Żan Busz           |     |
| Japonia         | Andrei Rogozine  | Max Aaron           | Abzał Rakymgalijew |     |
| Wielka Brytania | Joshua Farris    | Żan Busz            | Liam Firus         |     |
| Niemcy          | Richard Dornbush | Gordiej Gorszkow    | Ryuichi Kihara     |     |
| Czechy          | Yan Han          | Artur Dmitrijew Jr. | Alexander Majorov  |     |
| Finał JGP       | Richard Dornbush | Yan Han             | Andrei Rogozine    |     |

### Solistki
| Zawody          | 1. miejsce               | 2. miejsce               | 3. miejsce        | Źr. |
| --------------- | ------------------------ | ------------------------ | ----------------- | --- |
| Francja         | Polina Szelepień         | Yasmin Siraj             | Roza Szczewielewa |     |
| Rumunia         | Jelizawieta Tuktamyszewa | Kristiene Gong           | Shion Kokubun     |     |
| Austria         | Adelina Sotnikowa        | Christina Gao            | Li Zijun          |     |
| Japonia         | Risa Shoji               | Kiri Baga                | Zhang Kexin       |     |
| Wielka Brytania | Adelina Sotnikowa        | Yasmin Siraj             | Yuki Nishino      |     |
| Niemcy          | Jelizawieta Tuktamyszewa | Christina Gao            | Ira Vannut        |     |
| Czechy          | Vanessa Lam              | Risa Shoji               | Polina Szelepień  |     |
| Finał JGP       | Adelina Sotnikowa        | Jelizawieta Tuktamyszewa | Li Zijun          |     |

### Pary sportowe
| Zawody          | 1. miejsce                        | 2. miejsce                        | 3. miejsce                        | Źr.                               |
| --------------- | --------------------------------- | --------------------------------- | --------------------------------- | --------------------------------- |
| Francja         | Konkurencja nie została rozegrana | Konkurencja nie została rozegrana | Konkurencja nie została rozegrana | Konkurencja nie została rozegrana |
| Rumunia         | Konkurencja nie została rozegrana | Konkurencja nie została rozegrana | Konkurencja nie została rozegrana | Konkurencja nie została rozegrana |
| Austria         | Ksienija Stołbowa / Fiodor Klimow | Sui Wenjing / Han Cong            | Yu Xiaoyu / Jin Yang              |                                   |
| Japonia         | Konkurencja nie została rozegrana | Konkurencja nie została rozegrana | Konkurencja nie została rozegrana | Konkurencja nie została rozegrana |
| Wielka Brytania | Ksienija Stołbowa / Fiodor Klimow | Narumi Takahashi / Mervin Tran    | Natasha Purich / Raymond Schultz  |                                   |
| Niemcy          | Sui Wenjing / Han Cong            | Narumi Takahashi / Mervin Tran    | Anna Siłajewa / Artur Minczuk     |                                   |
| Czechy          | Yu Xiaoyu / Jin Yang              | Ashley Cain / Joshua Reagan       | Natasha Purich / Raymond Schultz  |                                   |
| Finał JGP       | Narumi Takahashi / Mervin Tran    | Ksienija Stołbowa / Fiodor Klimow | Yu Xiaoyu / Jin Yang              |                                   |

### Pary taneczne
| Zawody          | 1. miejsce                                | 2. miejsce                                | 3. miejsce                              | Źr. |
| --------------- | ----------------------------------------- | ----------------------------------------- | --------------------------------------- | --- |
| Francja         | Aleksandra Stiepanowa / Iwan Bukin        | Anastasia Cannuscio / Colin McManus       | Jewgienija Kosygina / Nikołaj Moroszkin |     |
| Rumunia         | Ksienija Mońko / Kiriłł Chalawin          | Anastasija Galyeta / Ołeksij Szumski      | Lauri Bonacorsi / Travis Mager          |     |
| Austria         | Charlotte Lichtman / Dean Copely          | Wiktorija Sinicyna / Rusłan Żyganszyn     | Gabriella Papadakis / Guillaume Cizeron |     |
| Japonia         | Aleksandra Stiepanowa / Iwan Bukin        | Jekatierina Puszkasz / Jonathan Guerreiro | Geraldine Bott / Neil Brown             |     |
| Wielka Brytania | Ksienija Mońko / Kiriłł Chalawin          | Wiktorija Sinicyna / Rusłan Żyganszyn     | Nicole Orford / Thomas Williams         |     |
| Niemcy          | Jewgienija Kosygina / Nikołaj Moroszkin   | Marina Antipowa / Artiom Kudaszew         | Charlotte Lichtman / Dean Copely        |     |
| Czechy          | Jekatierina Puszkasz / Jonathan Guerreiro | Tiffany Zahorski / Alexis Miart           | Anastasija Galyeta / Ołeksij Szumski    |     |
| Finał JGP       | Ksienija Mońko / Kiriłł Chalawin          | Wiktorija Sinicyna / Rusłan Żyganszyn     | Aleksandra Stiepanowa / Iwan Bukin      |     |

## Klasyfikacje punktowe
| Miejsce w zawodach | Ilość punktów                  | Ilość punktów |
| Miejsce w zawodach | Soliści Solistki Pary taneczne | Pary sportowe |
| ------------------ | ------------------------------ | ------------- |
| 1.                 | 15                             | 15            |
| 2.                 | 13                             | 13            |
| 3.                 | 11                             | 11            |
| 4.                 | 9                              | 9             |
| 5.                 | 7                              | 7             |
| 6.                 | 5                              | 5             |
| 7.                 | 4                              | 4             |
| 8.                 | 3                              | 3             |
| 9.                 | 2                              | —             |
| 10.                | 1                              | —             |

Do finału Grand Prix zakwalifikowało się 8 najlepszych zawodników/par w każdej z konkurencji.
| Poz.                                                  | Zawodnik                                              | Punkty                                                |
| Miejsca 1–8: kwalifikacja do Finału Junior Grand Prix | Miejsca 1–8: kwalifikacja do Finału Junior Grand Prix | Miejsca 1–8: kwalifikacja do Finału Junior Grand Prix |
| ----------------------------------------------------- | ----------------------------------------------------- | ----------------------------------------------------- |
| 1                                                     | Andrei Rogozine                                       | 30                                                    |
| 2                                                     | Yan Han                                               | 30                                                    |
| 3                                                     | Joshua Farris                                         | 28                                                    |
| 4                                                     | Keegan Messing                                        | 24                                                    |
| 5                                                     | Richard Dornbush                                      | 24                                                    |
| 6                                                     | Max Aaron                                             | 24                                                    |
| 7                                                     | Żan Busz                                              | 24                                                    |
| 8                                                     | Gordiej Gorszkow                                      | 22                                                    |
| Miejsca 9–11: rezerwa do Finału Junior Grand Prix     |                                                       |                                                       |
| 9                                                     | Artur Dmitrijew Jr.                                   | 22                                                    |
| 10                                                    | Jason Brown                                           | 18                                                    |
| 11                                                    | Alexander Majorov                                     | 18                                                    |

| Poz.                                                  | Zawodniczka                                           | Punkty                                                |
| Miejsca 1–8: kwalifikacja do Finału Junior Grand Prix | Miejsca 1–8: kwalifikacja do Finału Junior Grand Prix | Miejsca 1–8: kwalifikacja do Finału Junior Grand Prix |
| ----------------------------------------------------- | ----------------------------------------------------- | ----------------------------------------------------- |
| 1                                                     | Adelina Sotnikowa                                     | 30                                                    |
| 2                                                     | Jelizawieta Tuktamyszewa                              | 30                                                    |
| 3                                                     | Risa Shoji                                            | 28                                                    |
| 4                                                     | Polina Szelepień                                      | 26                                                    |
| 5                                                     | Christina Gao                                         | 26                                                    |
| 6                                                     | Yasmin Siraj                                          | 26                                                    |
| 7                                                     | Kristiene Gong                                        | 22                                                    |
| 8                                                     | Kiri Baga                                             | 20                                                    |
| Miejsca 9–11: rezerwa do Finału Junior Grand Prix     |                                                       |                                                       |
| 9                                                     | Li Zijun                                              | 20                                                    |
| 10                                                    | Ira Vannut                                            | 20                                                    |
| 11                                                    | Shion Kokubun                                         | 18                                                    |

| Poz.                                                  | Zawodnicy                                             | Punkty                                                |
| Miejsca 1–8: kwalifikacja do Finału Junior Grand Prix | Miejsca 1–8: kwalifikacja do Finału Junior Grand Prix | Miejsca 1–8: kwalifikacja do Finału Junior Grand Prix |
| ----------------------------------------------------- | ----------------------------------------------------- | ----------------------------------------------------- |
| 1                                                     | Ksienija Stołbowa / Fiodor Klimow                     | 30                                                    |
| 2                                                     | Sui Wenjing / Han Cong                                | 28                                                    |
| 3                                                     | Yu Xiaoyu / Jin Yang                                  | 26                                                    |
| 4                                                     | Narumi Takahashi / Mervin Tran                        | 26                                                    |
| 5                                                     | Natasha Purich / Raymond Schultz                      | 22                                                    |
| 6                                                     | Anna Siłajewa / Artur Minczuk                         | 20                                                    |
| 7                                                     | Ashley Cain / Joshua Reagan                           | 18                                                    |
| 8                                                     | Taylor Steele / Robert Schultz                        | 14                                                    |
| Miejsca 9–11: rezerwa do Finału Junior Grand Prix     |                                                       |                                                       |
| 9                                                     | Brittany Jones / Kurtis Gaskell                       | 14                                                    |
| 10                                                    | Tatjana Daniłowa / Andriej Nowosiołow                 | 14                                                    |
| 11                                                    | Kylie Duarte / Colin Grafton                          | 11                                                    |

| Poz.                                                  | Zawodnicy                                             | Punkty                                                |
| Miejsca 1–8: kwalifikacja do Finału Junior Grand Prix | Miejsca 1–8: kwalifikacja do Finału Junior Grand Prix | Miejsca 1–8: kwalifikacja do Finału Junior Grand Prix |
| ----------------------------------------------------- | ----------------------------------------------------- | ----------------------------------------------------- |
| 1                                                     | Ksienija Mońko / Kiriłł Chalawin                      | 30                                                    |
| 2                                                     | Aleksandra Stiepanowa / Iwan Bukin                    | 30                                                    |
| 3                                                     | Jekatierina Puszkasz / Jonathan Guerreiro             | 28                                                    |
| 4                                                     | Charlotte Lichtman / Dean Copely                      | 26                                                    |
| 5                                                     | Jewgienija Kosygina / Nikołaj Moroszkin               | 26                                                    |
| 6                                                     | Wiktorija Sinicyna / Rusłan Żyganszyn                 | 26                                                    |
| 7                                                     | Anastasija Galyeta / Ołeksij Szumski                  | 24                                                    |
| 8                                                     | Marina Antipowa / Artiom Kudaszew                     | 22                                                    |
| Miejsca 9–11: rezerwa do Finału Junior Grand Prix     |                                                       |                                                       |
| 9                                                     | Tiffany Zahorski / Alexis Miart                       | 22                                                    |
| 10                                                    | Anastasia Cannuscio / Colin McManus                   | 22                                                    |
| 11                                                    | Gabriella Papadakis / Guillaume Cizeron               | 20                                                    |